# Готтхольд, Флоренс Вольф

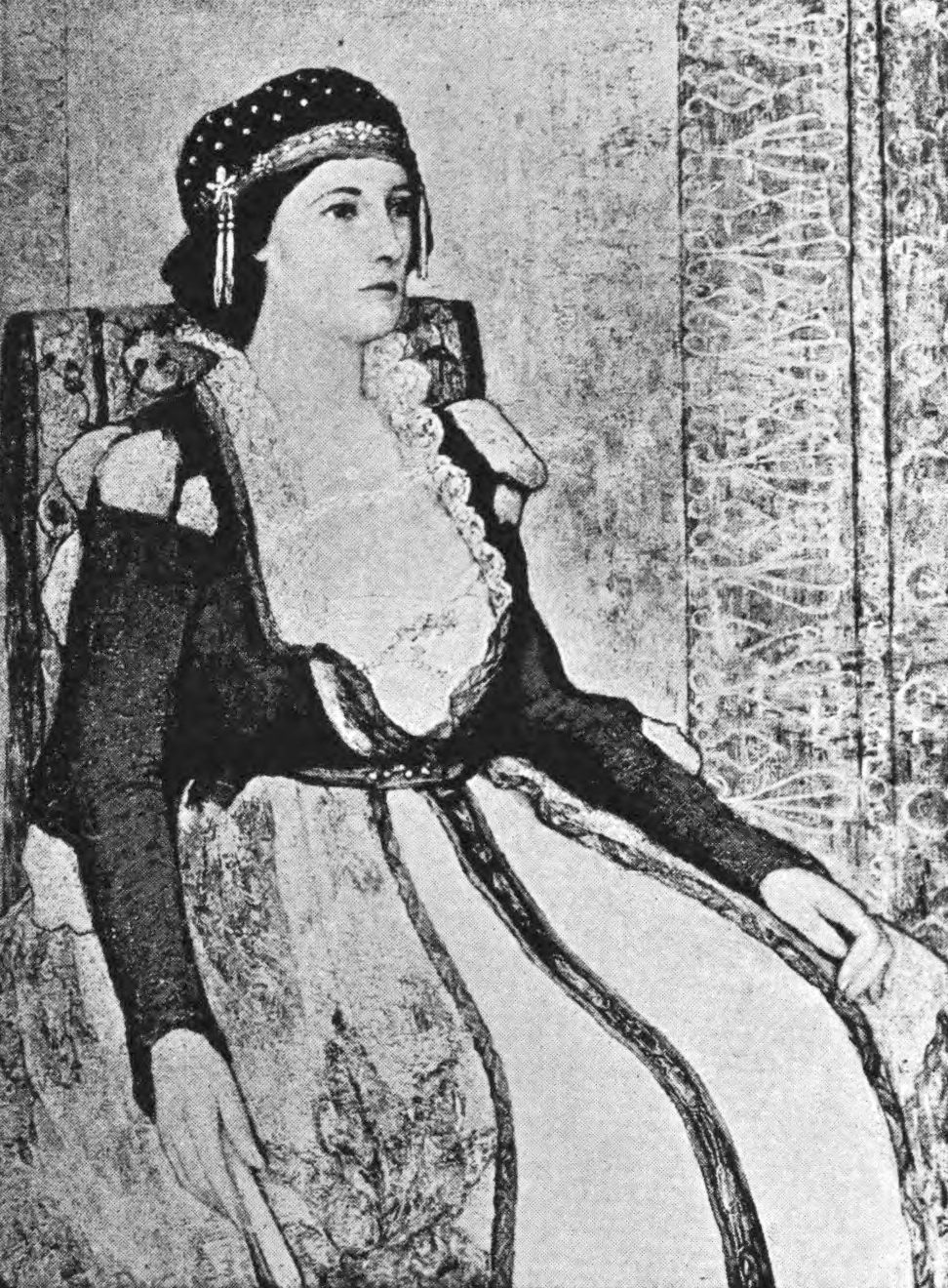
A Venetian Lady, работа Готтхольд

Флоренс Вольф Готтхольд (англ. Florence Wolf Gotthold; 1858—1930) — американская художница.

## Биография
Родилась 3 октября 1858 года в Юриксвилле, штат Огайо, в семье известного американского поверенного Саймона Вольфа. В 1862 году вся семья переехала в Вашингтон, округ Колумбия.
Живописи училась у Генри Моубри, Генри Дирта и Макса Вейла. В 1898 году Флоренс переехала в Нью-Йорк. Лето проводила в Кос-Кобе, штат Коннектикут, свои работы выставляла в галереях Yorke Galleries в Вашингтоне. Являлась членом Гринвичского общества художников.
В 1878 году Флоренс Вольф вышла замуж за Фредерика Готхольда. С середины 1890-х до середины 1920-х годов она представляла свои работы в Национальной академии дизайна, Пенсильванской академии изящных искусств и Художественном институте Чикаго. У неё была студия в Нью-Йорке по крайней мере до 1925 года.
Умерла в своем летнем доме в Уилтоне, штат Коннектикут, 17 августа 1930 года.